# Sainte-Monique, Saguenay–Lac-Saint-Jean
Sainte-Monique är en kommun i provinsen Québec i Kanada. Den ligger i regionen Saguenay–Lac-Saint-Jean, i den östra delen av landet, 500 km nordost om huvudstaden Ottawa.